# بيغ بيل بيسونت
بيغ بيل بيسونت (بالإنجليزية: Big Bill Bissonnette)‏ هو عازف جاز أمريكي، ولد في 5 فبراير 1937، وتوفي في 26 يونيو 2018.

## وصلات خارجية
- بيغ بيل بيسونت على موقع ميوزك برينز (الإنجليزية)
- بيغ بيل بيسونت على موقع أول ميوزيك (الإنجليزية)
- بيغ بيل بيسونت على موقع ديسكوغز (الإنجليزية)